# Jon Daly
Pour les articles homonymes, voir Daly.
Jon Daly est un acteur, réalisateur, scénariste, humoriste et producteur américain né à Pittsburgh en Pennsylvanie.

## Filmographie

### Réalisateur
- 2005 : Coke
- 2006 : This Is Our City
- 2006 : The Cracktion Movie

### Scénariste
- 2005 : Coke
- 2006 : This Is Our City
- 2006 : The Cracktion Movie
- 2006 : Fukkin' Ya Momz in Da Ass
- 2007 : Nick Cannon Presents: Short Circuitz (9 épisodes)
- 2007 : The Right Now! Show
- 2008 : Human Giant (1 épisode)
- 2009 : Bobby Bottleservice (1 épisode)
- 2009 : Rich Dicks
- 2010 : Ed Hardy Boyz: The Case of the Missing Sick Belt Buckle
- 2010 : The Red Roof Inn Chronicles
- 2010 : Human Centipede Anonymous
- 2010 : My Imaginary Friend is Fabio
- 2011 : BillCosby Bukowski
- 2011 : Bieber 2051
- 2011 : Ed Hardy Boyz 2: The Case of When That Hot Filipina Girl Lost Her Tramp Stamp at Mini-Golf
- 2011 : Ticklish Cage
- 2011 : Bill Cosby Bukowski Part 2
- 2012 : The Sappity Tappity Show
- 2013 : Kroll Show (8 épisodes)
- 2014 : My Imaginary Friend Is Kenny G

### Acteur

#### Cinéma
- 2002 : 13th Child : Anthony
- 2003 : Felicia and the Great Quebec : Drew
- 2004 : Blackballed: The Bobby Dukes Story : membre de l'équipe de Mayhem
- 2005 : Coke : Romales
- 2006 : This Is Our City : MC Record Deal
- 2006 : The Cracktion Movie : MC Record Deal
- 2006 : Fukkin' Ya Momz in Da Ass : MC Record Deal
- 2008 : Papa, la fac et moi : responsable de la sécurité du campus
- 2008 : Stick It in Detroit : Matt Wojoeichowski
- 2009 : Meilleures Ennemies : Head Set
- 2009 : Mystery Team : Greg
- 2009 : Rich Dicks
- 2010 : Ed Hardy Boyz: The Case of the Missing Sick Belt Buckle : Peter Paparazzo
- 2010 : Jammerz
- 2010 : Human Centipede Anonymous : Jon
- 2010 : My Imaginary Friend is Fabio : lui-même
- 2011 : BillCosby Bukowski : Bill Cosby
- 2011 : Bieber 2051 : le futur Justin Bieber
- 2011 : Ed Hardy Boyz 2: The Case of When That Hot Filipina Girl Lost Her Tramp Stamp at Mini-Golf : Peter Paparazzo
- 2011 : Ticklish Cage : Ticklish Cage et Jack Tickleson
- 2011 : Bill Cosby Bukowski Part 2
- 2011 : Engine Block
- 2011 : OowieWanna : Oncle Richard
- 2012 : The Sappity Tappity Show : Sappity Tappity
- 2012 : Viral Content
- 2012 : I'm Going to Bite Someone : le surfeur
- 2013 : The Postal Service Auditions
- 2013 : La Vie rêvée de Walter Mitty : Tim Naughton
- 2016 : Les Cerveaux (Masterminds) de Jared Hess : un détective
- 2017 : Mon Ex beau-père et moi (All Nighter) de Gavin Wiesen : Jimothy

#### Télévision
- 2007 : Fat Guy Stuck in Internet (1 épisode)
- 2007-2008 : Human Giant : plusieurs rôles (2 épisodes)
- 2009 : Parks and Recreation : l'homme ivre (1 épisode)
- 2010 : Players : un fan de Meat Stick (1 épisode)
- 2010 : Pretend Time : Batman
- 2010 : The Further Adventures of Edmund and Pablo : Edmund
- 2010-2012 : The Life and Times of Tim : plusieurs rôles (14 épisodes)
- 2010-2012 : The Back Room : plusieurs rôles (7 épisodes)
- 2011-2012 : NTSF:SD:SUV : Billy Pittman et Chad (2 épisodes)
- 2011-2012 : Happy Endings : Brody Daniels (2 épisodes)
- 2012 : The Inbetweeners : Jed Remis (1 épisode)
- 2012-2013 : Comedy Bang! Bang! : Le Diable et Barry R. (2 épisodes)
- 2013 : Supanatural : Larry
- 2013 : Key and Peele : l'homme à la fête (1 épisode)
- 2013-2014 : Betas : Hobbes (11 épisodes)
- 2013-2014 : Kroll Show : plusieurs rôles (8 épisodes)
- 2017 - présent : Big Mouth : Judd Birch (voix, 34 épisodes)

### Producteur
- 2005 : Coke
- 2006 : This Is Our City
- 2006 : The Cracktion Movie
- 2006 : Fukkin' Ya Momz in Da Ass
- 2008 : The Scariest Show on Television
- 2013 : Kroll Show (8 épisodes)